# Exame Informática
Exame Informática é uma revista de informática de periodicidade mensal da Trust in News.
Todos os meses é acompanhada por um CD/DVD (conforme for adquirido ou assinado), com uma grande variedade de programas, utilitários, actualizações, jogos e sistemas operativos.

## Ligações Externas
- Exame Informática